# The Walking Dead: AMC Original Soundtrack, Vol. 1
The Walking Dead: AMC Original Soundtrack, Vol. 1 es la primera Banda sonora inspirada en la serie de AMC The Walking Dead. Fue lanzada el 17 de marzo de 2013 por Universal Republic Records.
Antes del lanzamiento del álbum, algunas de las canciones fueron lanzadas como sencillos digitales, la canción «The Parting Glass» fue interpretada por Emily Kinney y Lauren Cohan en octubre de 2012. El álbum alcanzó el número 54 en la lista de Billboard 200 en la semana del 6 de abril de dicho año.

## Recepción de la crítica
Rick Florino de Artistdirect citó el álbum como «la mejor banda sonora del año» y dijo que era «todo lo que debería ser, y mucho más» mientras que Heather Phares de Allmusic estaba disgustado con la falta de temas compuestos por Bear McCreary que aparecen en la serie, diciendo que «debe complacer a los fans que disfrutan de estado de ánimo general de la serie», pero que «no captar su esencia en la forma en la que una banda sonora con más de la puntuación que McCreary debería tener».

## Lista de canciones
| N.º | Título                           | Escritor(es) | Artist                     | Duración |  |
| 1.  | «Lead Me Home»                   | Jamie N Commons | Jamie N Commons            | 1:57     |  |
| 2.  | «Main Title Theme» (Unkle Remix) | Steven L. Kaplan, Bear McCreary                                                                                            | Bear McCreary              | 4:23     |  |
| 3.  | «You Are the Wilderness»         | Anthony Aguiar, Kurt Allen, David Dennis, Phillip Munsey                                                                   | Voxhaul Broadcast          | 5:16     |  |
| 4.  | «Love Bug»                       | David Stark, Joe Stark, Butch Walker                                                                                       | Baby Bee                   | 2:52     |  |
| 5.  | «Warm Shadow» (Dactyl Remix)     | Fin Greenall, Tim Thornton, Guy Whittaker                                                                                  | Fink                       | 5:33     |  |
| 6.  | «Sinking Man»                    | Nanna Bryndís Hilmarsdóttir, Ragnar Þórhallsson, Brynjar Leifsson, Arnar Rósenkranz Hilmarsson, Kristján Páll Kristjánsson | Of Monsters and Men        | 2:46     |  |
| 7.  | «The Parting Glass»              | Tradicional | Emily Kinney, Lauren Cohan | 2:57     |  |
| 8.  | «Running»                        | Jon Jameson, William McLaren, Matthew Vasquez, Kelly Winrich, Brandon Young                                                | Delta Spirit               | 3:12     |  |

Notas
- Pista 1 («Lead Me Home») fue escuchada en la tercera temporada de The Walking Dead en el episodio «Clear»[5]
- Pista 3 («You Are the Wilderness») fue escuchada en la tercera temporada en el episodio «Prey».[6]
- Pista 4 («Love Bug») fue escuchada en la tercera temporada en el episodio «Say the Word».[7]
- Pista 5 («Warm Shadow») fue escuchada en la tercera temporada en el episodio «Arrow On The Doorpost».[8]
- Pista 7 («The Parting Glass») fue escuchada en la tercera temporada en el episodio "Seed".[9]

Créditos desde AllMusic.

## Lanzamientos internacionales
| Región         | Fecha               | Formatos         |
| -------------- | ------------------- | ---------------- |
| Estados Unidos | 17 de marzo de 2013 | Descarga digital |
| Estados Unidos | 19 de marzo de 2013 | CD               |

## Gráficos
| Chart (2013)  | Posiciones |
| ------------- | ---------- |
| Billboard 200 | 54         |